# Arenopontia nesaie
Arenopontia nesaie is een eenoogkreeftjessoort uit de familie van de Arenopontiidae. De wetenschappelijke naam van de soort is voor het eerst geldig gepubliceerd in 1975 door Cottarelli.